# Churregui
El Churregui o Txurregi (en euskera) es una cumbre de la sierra de Satrustegui, perteneciente a su vez al macizo de Andia. Tiene 1125 metros de altitud y su principal característica es la forma piramidal que adopta vista desde el valle de Ollaran. 
Se accede a través del collado de Ollaregui, al que llegan caminos desde los pueblos de Ilzarbe, Satrustegui y Zuazu.
- Datos: Q12268435